# Chione cancellata
Chione cancellata é uma espécie de molusco Bivalvia marinho litorâneo da família Veneridae, classificada por Carolus Linnaeus em 1767; descrita como Venus cancellata em seu Systema Naturae; sendo a espécie-tipo do gênero Chione Megerle von Mühlfeld, 1811. Habita fundos de praias arenosas e lodosas do oeste do oceano Atlântico, em águas da zona entremarés até os 25 metros de profundidade. Pode ser encontrada nos sambaquis brasileiros, do Rio de Janeiro até Santa Catarina, tendo importância arqueológica desconhecida.

## Descrição da concha
Chione cancellata possui concha trigonal e inflada, com 2.5 centímetros de comprimento quando bem desenvolvida. Suas valvas possuem costelas radiais sendo atravessadas por outro grupo de costelas concêntricas em direção às suas margens, lhes dando um aspecto reticulado ou cancelado (que possui certa semelhança com o modelo de uma rede, grade ou cancela; daí provindo o descritor específico cancellata); sem perióstraco encobrindo suas superfícies opacas de coloração branca ou de um branco-sujo, frequentemente dotadas de manchas irregulares de coloração castanha, por vezes formando um zigue-zague e partindo radialmente de seus umbos, que são subcentrais e voltados para região interior. Parte interna das valvas de um branco opaco.

## Distribuição geográfica
Esta espécie estava distribuída da Carolina do Norte até a Flórida e Texas, nos Estados Unidos, e por toda a costa brasileira em direção à região sul do Brasil, com exceção do Rio Grande do Sul; e passando pelas Antilhas, leste da América Central, Colômbia e Venezuela, no mar do Caribe; porém um artigo científico, publicado por Peter Roopnarine e Geerat Vermeij no Journal of Molluscan Studies em novembro de 2000 e denominado "One species becomes two: The case of Chione cancellata, the resurrected C. elevata, and a phylogenetic analysis of Chione", determinou que os espécimes que habitam as águas dos Estados Unidos e golfo do México, indo até o sul de Belize, compreendem uma espécie separada e descrita originalmente por Say como Venus elevata no ano de 1822; agora cientificamente denominada Chione elevata e popularmente nomeada, em inglês, cross-barred venus, ou almeja china e almeja roñosa, em espanhol.